# 前田ムサシ
前田 ムサシ（まえだ ムサシ、1969年5月26日 - ）は、日本の漫画家。静岡県富士市出身。
静岡県立富士高等学校卒業後、武蔵大学人文学部社会学科に進学。大学在学時よりアシスタント修業に入り、1994年秋田書店グランドチャンピオン誌上『スポスポ』にてデビュー。2010年コミックエッセイ『日本人 is No.1』（KAORI著・PHP研究所）にて漫画を担当。2012年『爆笑!コミックエッセイ フィリピン妻4コマ日記』（PHP研究所）を出版。
趣味は落語研究。

## 作品
- 前田ムサシ『爆笑！ コミックエッセイ フィリピン妻4コマ日記』PHP研究所、2012年。ISBN 978-4-569-80414-9。
- 前田ムサシ『フィリピンかあちゃん奮闘記inジャパン』ぶんか社、2013年。ISBN 978-4-821-14354-2。